# جامشورو
جامشورو (به انگلیسی: Jamshoro) یک شهر در پاکستان است که در ناحیه جام‌شورو واقع شده‌است. جامشورو ۸۰٬۰۰۰ نفر جمعیت دارد.